# Елизабет Страут
Елизабет Страут (енгл. Elizabeth Strout, 6. јануар 1956. Портланд) је америчка књижевница. Рођена је и одрасла у Портланду у држави Мејн, и њена искуства из младости послужила су јој као инспирација за романе - измишљени град „Шерли Фалс у Мејну“ је место радње четири од њених седам романа.
Њен први роман, Ејми и Изабел (1998) наишао је на широко признање критике, постао национални бестселер и адаптиран у филм у којем је глумила Елизабет Шу.
Њен други роман из 2006. године, Остани уз мене (Abide with Me), добио је признање критике, али не у тој  мери  као њен дебитантски роман. Две године касније, написала је и објавила роман Олив Китериџ, са којим је постигла успех и код критичара а и комерцијални успех зарадивши готово 25 милиона долара са преко милион продатих примерака до маја 2017. године. Роман је 2009. добио Пулицерову награду за књижевност. Књига је адаптирана у мини серију награђену наградом Еми и постала је бестселер Њујорк Тајмса.
Пет година касније објавила је роман Берџес момци (The Burgess Boys), који је постао национални бестселер. Роман Моје име је Луси Бартон (2016) добио је међународно признање  и нашао се на врху листе бестселера Њујорк Тајмса. Луси Бартон је касније постала главни лик у њеном роману из 2017. године, Све је могуће. Наставак  романа Олив Китериџ, под насловом Олив,поново, објављен је 2019. године.

## Биографија
Елизабет Страут је рођена у Портланду у држави Мејн, а одрасла је у малим градовима у држави Мејн и Дараму у држави Њу Хемпшир. Њен отац је био професор природних наука, а мајка професор енглеског језика и предавала је креативно писање у оближњој средњој школи. 

По завршетку Бејтс колеџа у Луистону, у држави Мејн, провела је годину дана у Оксфорду у Енглеској, а потом је годину дана студирала правно. Дипломирала је 1982. године и стекла диплому правника на Правном факултету Универзитета у Сиракјузи. Исте године објавила је и прву причу у часопису New Letters.
Удата је за бившег државног правобраниоца државе Мејн, Џејмса Тернија, професора на Правном факултету Универзитета Харвард и директора State AG, образовног ресурса у уреду државног правобраниоца. 
Живе у Њујорку и у  Брансвику у држави Мејн.

## Књижевна каријера
Када се преселила у Њујорк, радила је као конобарица, и писала  идеје за романе и приче али са мало успеха. Објављивала је приче у књижевним часописима, попут Redbook и Seventeen. Уписала је право на Правном факултету Универзитета у Сиракјузи и бавила се адвокатуром шест месеци пре него што је завршила правну праксу и фокусирала се на писање.
Шест или седам година радила је на писању романа Ејми и Изабел, који је, када је објављен 2000. године, ушао у ужи избор за Оранџ награду и номинован за ПЕН/Фокнер награду за фикцију.  Ејми и Изабел адаптирана је у телевизијски филм, у ком глуми Елизабет Шу, а продуцирао је студио Опре Винфри, Харпо Филмс .
Током зимског семестра 2007. године на Универзитету Колгејт, предавала је креативно писање и на уводном и на напредном нивоу. Такође је предавала на Универзитету Квинс у Шарлоту, у Северној Каролини.
Роман Остани уз мене  објављен  је 2006. године. Рон Чарлс из Вашингтон Поста у својој критици романа је рекао: „као што је то учинила у свом бестселер дебитантском роману Ејми и Изабел, Страут смешта и свој други роман у мали гради у Новој Енглеској, чијој се природној лепоти изнова и изнова враћа како се ова прича развија, насупрот напетости Хладног рата  у позадини“.
Њујоркер је роман дочекао са позитивном критиком:„ уз суперлативну вештину, Страут нас изазива да испитамо шта чини добру причу - а шта добар живот.“ 
Goodreads је оценио роман са 3,75 звездица од 5.
Њена трећа књига, Олив Китериџ, објављена је  2008. године. Роман је конципиран као колекција повезаних кратких прича о жени и њеној ужој породици и пријатељима који живе на обалама Мејна.Емили Нусбаум из Њујоркера назвала је приче „уздржаним, елегантним.“  Роман је добио Пулицерову награду за књижевност 2009. године. Књига је постала бестселер Њујорк Тајмса и добила Награду Банцарела, на догађају одржаном на средњовековној Пјаца дела Република у Понтремолу у Италији. Такође је била финалиста Националне награде критичара  исте године.
Роман Берџес момци  објављен је 26. марта 2013. године. У рецензија Њујорк Тајмса, примећено је да се Страут „приповедањем бави с грациозношћу, интелигенцијом и прикривеним хумором, показујући познавање многих начина на које људи разговарају са својим вољенима“, али је и критикује због тога што није развила одређене ликове. Књига је постала њен други бестселер Њујорк Тајмса.
Вашингтон Пост је похвалио роман следећим речима: „Широк друштвени и политички опсег Берџес момака показује, колико се импресивно  овај изванредни писац наставља да развија.“ 
После трогодишње паузе, 2016. године, објавила је роман Моје име је Луси Бартон, причу о Луси Бартон, пацијенту на опоравку од операције која се поново повезује са отуђеном мајком. Рецензија Њујорк Тајмса гласи: "У овом изврсном роману не постоји нити најмања сентименталност. Уместо тога, својим пажљивим речима и вибрирајућом тишином, Моје име је Луси Бартон нам нуди  ретко богатство емоција, од најмрачнијих патњи до „Била сам тако срећна. Ох, била сам срећна“ - једноставне радости." Роман је био на врху листе најпродаванијих књига Њујорк Тајмса.
 Такође је био у ширем избору за награду Ман Букер.  
Прекинула је уобичајену вишегодишњу паузу између романа да би објавила свој шести роман Све је могуће 2017. године.
Све је могуће су назвали „књижевно подлом шалом“због „рањених мушкараца и жена, очајних да се ослободе својих рана“, што је у супротности са насловом. На овај роман се гледало као на напредак у односу на  претходни,  због њене „способности да  портретише омаловажавања и разочарања нормалног живота, као и тренутке милости и доброте који су нам дати заузврат " каже Сузан Скарф Мерел за Вашингтон Пост.Све је могуће добитник је награде The Story за 2017. године.
Наставак Олив Китериџ, насловљен Олив, поново, објављен је у октобру 2019. године.